# 農林水産大臣賞典
農林水産大臣賞典（のうりんすいさんだいじんしょうてん）とは、正賞や副賞として農林水産大臣が賞を提供する競技や競走に対してつけられる名称である。主催者によっては農林水産省賞典（のうりんすいさんしょうしょうてん）の名称になる場合もある。

## 競馬における農林水産省賞典・農林水産大臣賞典
競馬事業は農林水産省が所管となっているため、農林水産大臣が賞を出している競馬の競走は数多く存在する。

### 中央競馬の農林水産省賞典
中央競馬では、各競馬場に1つないし2つ（開催の多い競馬場）の競走において、農林水産大臣賞を提供しており、農林水産大臣賞が提供されている競走には競走名に「農林水産省賞典」が冠される。ただし、ジャパンカップは農林水産大臣賞が提供されているが、競走名に農林水産省賞典がつかない。現在は以下の競走が農林水産省賞典となっている。太字はGI及びJ・GI競走。
- 札幌競馬場 - 札幌2歳ステークス
- 函館競馬場 - 函館記念
- 福島競馬場 - 福島記念
- 新潟競馬場 - 新潟記念
- 中山競馬場 - 中山グランドジャンプ・中山大障害
- 東京競馬場 - 安田記念・目黒記念
- 中京競馬場 - 愛知杯
- 京都競馬場 - 京都記念・京都大賞典
- 阪神競馬場 - 阪神ジュベナイルフィリーズ・鳴尾記念
- 小倉競馬場 - 小倉記念

### 地方競馬の農林水産大臣賞典
地方競馬では、各主催者の主要競走に農林水産大臣賞を提供しており、農林水産大臣賞が提供されている競走には競走名に「農林水産大臣賞典」が冠される。
以下の競走が農林水産大臣賞典のタイトルが付加されている。（特記ないものは2024年度現在）太字はダートグレード競走
- ばんえい競馬 - ばんえい記念・帯広記念
- ホッカイドウ競馬 - 北海道スプリントカップ（2015年より）・エーデルワイス賞・道営記念・ブリーダーズゴールドカップ
- 岩手競馬 - マイルチャンピオンシップ南部杯（2018-2020年度は付かず）・マーキュリーカップ・クラスターカップ（2019及び2020年度は付かず）・不来方賞（2024年より）・桐花賞（2018年度-2020年度は付かず）
- 浦和競馬 - さきたま杯・浦和記念・桜花賞
- 船橋競馬 - かしわ記念・ダイオライト記念・平和賞
- 大井競馬 - 羽田盃・東京ダービー（共に2024年より）・帝王賞・ジャパンダートクラシック・東京大賞典
- 川崎競馬 - 川崎記念・全日本2歳優駿・エンプレス杯・関東オークス・スパーキングレディーカップ
- 金沢競馬 - 白山大賞典・北國王冠
- 笠松競馬 - オグリキャップ記念・笠松グランプリ（2024年より）
- 名古屋競馬 - 名古屋グランプリ・名古屋大賞典（2006年及び2024年より）
- 兵庫競馬 - 兵庫女王盃（2024年より）・兵庫チャンピオンシップ・兵庫ジュニアグランプリ・兵庫ゴールドトロフィー
- 高知競馬 - 建依別賞・黒船賞
- 佐賀競馬 - 栄城賞・サマーチャンピオン・佐賀記念
- 持ち回り開催 - JBCスプリント・JBCクラシック・JBCレディスクラシック[注釈 1]・JBC2歳優駿・ネクストスター東日本

### かつての農林水産大臣賞典
競馬場廃止に伴う競走廃止 太字は当時のダートグレード競走
- 新潟県競馬（2001年廃止） - 新潟グランプリ・青山記念
- 中津競馬（2001年廃止） - 中津大賞典
- 益田競馬（2002年廃止） - 日本海特別・益田大賞典
- 上山競馬（2003年廃止） - 山形記念樹氷賞・日本海記念・若竹賞
- 足利競馬（2003年廃止） - 織姫賞（足利競馬場廃止後は宇都宮競馬場に移転、2005年廃止）
- 宇都宮競馬（2005年廃止） - とちぎマロニエカップ・北関東ダービー
- 高崎競馬（2004年廃止） - 群馬記念・北関東菊花賞
- 荒尾競馬（2011年廃止） - 荒尾ダービー・大阿蘇大賞典
- 福山競馬（2013年廃止） - 福山大賞典・福山2歳優駿

その他
- ばんえい競馬 - 天馬賞（2009年のみ）
- ホッカイドウ競馬 - ステイヤーズカップ（2014年まで施行）・北海道2歳優駿（2019年まで）
- 岩手競馬 - シアンモア記念（2010年、2012年から2018年）
- 大井競馬 - TCK女王盃（2023年廃止）・東京プリンセス賞・東京盃・レディスプレリュード（3競走とも2023年まで）
- 川崎競馬 - 神奈川記念（2023年のみ施行の競走）
- 金沢競馬 - スプリンターズカップ（2002年廃止）・北國アラブチャンピオン（2004年廃止）・読売レディス杯（2005年のみ）
- 笠松競馬 - 全日本サラブレッドカップ（2004年廃止）・東海ゴールドカップ（2019年まで）
- 名古屋競馬 - かきつばた記念（2023年まで）
- 兵庫競馬 - 全日本アラブクイーンカップ（1999年まで）・楠賞全日本アラブ優駿（2000年まで）・園田金盃（2004年まで）
- 福山競馬 - 全日本アラブグランプリ（2004年廃止）・福山菊花賞（2006年まで）・紅葉賞（2008年のみ）・天馬賞（2009年のみ）・瀬戸内賞（2009年のみ）
- 高知競馬 - 黒潮スプリンターズカップ（2008年のみ）
- 荒尾競馬 - 荒尾記念（2005年廃止）
- 佐賀競馬 - はがくれ賞（2002年廃止）
- 持ち回り開催 - タマツバキ記念アラブ大賞典（2007年廃止）

ばんえい記念は1998年まで、ステイヤーズカップは1987年まで、競走名が「農林水産大臣賞典」であった。